# Sweeney Todd (postać)
Sweeney Todd – postać fikcyjna, która pojawiła się w publikacjach w Anglii w połowie XIX wieku. Sweeney Todd oraz jego partnerka Nellie Lovett byli opisywani jako najwięksi mordercy XVIII wieku.
Sweeney Todd miał być golibrodą. Podrzynał gardła swym klientom, po czym Nellie Lovett robiła z nich mięsne ciastka, które jedli potem głodni londyńczycy. W sumie para zabić miała ponad 160 osób.
Sweeney Todd nauczył się swego fachu jako asystent fryzjera w więzieniu Newport.
Na podstawie tej historii stworzono musical oraz wiele adaptacji filmowych i telewizyjnych. W 2007 powstał film Sweeney Todd: Demoniczny golibroda z Fleet Street, w którym główną rolę zagrał Johnny Depp.
W książce Terry’ego Pratchetta pt. „Spryciarz z Londynu” pojawia się Sweeney Todd. Jego szaleństwo przedstawione jest jako wynik traumatycznych przeżyć wojennych.